# Варняйские говоры
Варняйские говоры (лит. varniškiai) — говоры жемайтского (нижнелитовского) наречия, распространённые в западной части территории Литовской республики в окрестностях Варняя и к югу от него. Входят вместе с расейняйскими говорами в состав южножемайтского диалекта, одного из трёх жемайтских диалектов наряду с западножемайтским и северножемайтским.

## Область распространения
Область распространения варняйских говоров размещается в юго-восточных районах историко-этнографической области Жемайтия.
Согласно современному административно-территориальному делению Литвы, ареал варняйских говоров занимает юго-западную часть территории Тельшяйского уезда.